# Crucial Three
The Crucial Three was een niet lang bestaande band die begin 1977 ongeveer zes weken bestond. Ze vielen echter op door het individuele succes van alle drie de oprichters: Julian Cope vormde The Teardrop Explodes en heeft een lange en succesvolle solocarrière genoten als auteur, fotograaf en zanger Ian McCulloch formeerde de zeer succesvolle Echo & the Bunnymen, terwijl gitarist Pete Wylie Wah! Heat (en verschillende daaropvolgende incarnaties van Wah!) formeerde en groot succes genoot met The Story of the Blues. Tijdens deze periode zong McCulloch, Cope speelde bas en Wylie speelde gitaar. De drummer Stephen Spence kwam er op een bepaald moment in hun korte bestaan ook bij.

## Bezetting
- Julian Cope
- Ian McCulloch
- Pete Wylie
- Stephen Spence

## Geschiedenis
De band werd opgericht in mei 1977 en ontbonden in juni 1977. Volgens Cope spraken de drie vrienden voor het eerst over het vormen van een band op McCulloch's 18e verjaardag op 5 mei 1977, tijdens The Clash's White Riot tourneedatum bij Eric's. Hoewel ze een aantal nummers hadden geschreven en gerepeteerd (Wylie beweert dat ze vier nummers hadden), waaronder Salomine Shuffle (dat in verkorte vorm werd uitgevoerd door Wylie in The Zanzibar in Liverpool in september 2007) en Bloody Sure You're on Dope, had de band niet genoeg tijd om iets op te nemen. Ze repeteerden in een garage met drummer Steve Spence en gingen na een maand uit elkaar, maar sommige andere accounts vermelden repetities in de voorkamer van Wylie's moeder.

## Na de band
Sommige nummers van de band hebben postuum het levenslicht gezien, met name de Cope/McCulloch-samenwerking Books, die zowel op The Teardrop Explodes als op Echo & the Bunnymens respectievelijke eerste albums verscheen (hoewel de Bunnymen-versie Read It in Books wordt genoemd). Robert Mitchum, een andere samenwerking van Cope/McCulloch, verscheen op Cope's album Skellington uit 1990. Het nummer Spacehopper van Cope's soloalbum Saint Julian werd ook geschreven tijdens zijn tijd in de band, naar verluidt met hulp van McCulloch.
Na de Crucial Three formeerden Julian Cope en Pete Wylie de conceptuele band The Nova Mob, genoemd naar een bende die wordt genoemd in de roman Nova Express van William S. Burroughs II. De Nova Mob, die punkvriend Pete Griffiths en toekomstige Siouxsie & the Banshees-drummer Budgie rekruteerde, kreeg de headliner in Liverpools beste punkclub Eric's. Volgens waarnemers was de show een ramp en Budgie vertrok om zich bij Big in Japan aan te sluiten, waarna de band uit elkaar ging. Julian Cope formeerde kort de experimentele band The Hungry Types en daarna Uh? met Ian McCulloch en McCullochs schoolvriend Dave Pickett. McCulloch vertrok na het eerste en enige optreden van de band. Cope en McCulloch formeerden begin 1978 hun laatste band A Shallow Madness, samen met organist Paul Simpson en Dave Pickett, nu op drums. Een repetitie-opname van Books, zoals uitgevoerd door A Shallow Madness, verschijnt in 2004 op The Teardrop Explodes rariteitencollectie Zoology.
A Shallow Madness bevatte de oorspronkelijke Teardrop Explodes-bezetting van Julian Cope, Paul Simpson, Dave Pickett en Mick Finkler, plus Ian McCulloch. De afwezigheid van laatstgenoemde bij de repetities leidde ertoe dat Cope de zang overnam en zo werd The Teardrop Explodes geboren. Het album Wilder van The Teardrop Explodes uit 1981 bevat het nummer The Culture Bunker, dat verwijst naar de voormalige band van Cope. De veel gepubliceerde vijandigheid tussen Cope en McCulloch bereikte uiteindelijk een kookpunt, toen Cope McCullochs vriend Mick Finkler ontsloeg uit The Teardrop Explodes. Verdere vijandigheid werd aangewakkerd, toen Passionate Friend van Teardrop Explodes werd uitgebracht, een verwijzing naar Julian Cope's ex-vriendin, Ian McCullochs zus. Drummer Steve Spence volgde een carrière in de reclame en werkt nu als creatief directeur in Londen.

## Verwijzingen in de populaire cultuur
Pavement wijdde een song aan de Crucial Three in hun live optreden van Brixton Academy, Londen op 14 december 1992, te horen op Slanted and Enchanted: Luxe & Reduxe. De toewijding staat aan het einde van nummer 14 - Home op het album, maar het klinkt alsof de toewijding verwijst naar het volgende nummer Perfume-V. The Ed Ball's project The Times noemde de naam van de Crucial Three in de tekst van A Girl Called Mersey, een eerbetoon aan het Liverpool-circuit, geschreven in samenwerking met zijn gitarist Richard Green. De herinnering aan de Crucial Three werd in 2004 nieuw leven ingeblazen door BBC Radio 2 door dj Mark Radcliffe, wiens show een nachtelijke quiz met dezelfde naam had, tot hij eindigde op 5 april 2007. De quiz werd geïntroduceerd op alternatieve avonden met opgenomen aankondigingen door McCulloch en Cope.